# المدرسة الباكستانية الدولية (الرياض)
المدرسة الباكستانية الدولية هي مدرسة باكستانية دولية تقع في مدينة الرياض، المملكة العربية السعودية. حصلت المدرسة على ترخيص من قبل الملك فيصل بن عبد العزيز لبدء مزاولة نشاطها التعليمي وذلك في عام 1968. تدرس جميع الفئات العمرية من الإبتدائية إلى الثانوية. المدرسة معترف بها من قبل وزارة التعليم في المملكة العربية السعودية وهي عضو في المجلس الاتحادي المتوسط والتعليم الثانوي إسلام آباد (FBISE).

## إدارة المدرسة
كانت تدار المدرسة من قبل القوات المسلحة الباكستانية حتى تاريخ 4 ديسمبر 1988، ثم تحوّلت الإدارة إلى السفارة الباكستانية في الرياض, حيث أصبح أمر تعيين مدير ومجلس إدارة المدرسة يجرى بيد سفير باكستان لدى المملكة العربية السعودية.

## الروابط الخارجية
- الموقع الرسمي.